# Evangeliari de Godescalc
L'evangeliari de Godescalc és un manuscrit que conté fragments els evangelis i que, transcrit i il·luminat al segle viii per l'escriba que li dona nom, constitueix un dels màxims exponents de l'art carolingi sobre llibre. Va ser encarregat pel mateix Carlemany per celebrar el baptisme del seu fill i el va rebre el 783 a la seva cort. En l'actualitat es conserva a la Biblioteca Nacional de França.

## Descripció
El destinatari explica el luxe que envolta el còdex, escrit amb tinta que empra or i plata sobre una vitel·la d'alta qualitat de color púrpura, símbol de reialesa. El text està escrit en lletres uncials excepte la dedicatòria final, un poema que constitueix un dels primers documents en escriptura carolíngia. El llibre inclou fragments dels quatre evangelis per ser llegits durant la missa, juntament amb indicacions sobre la pregària i els serveis religiosos. L'obra destaca per la barreja d'estils en les seves sis miniatures, des d'influències de l'art anglosaxó fins a models romans d'Orient, en un estil que es coneixeria com l'escola d'Ada. A diferència d'altres pintures de l'època, l'autor va fornir de profunditat a les seves figures amb l'ús de diferents tons de color. El volum consta de 127 pàgines on el text apareix escrit al centre en dues columnes i diversos motius naturals i entrellaçats d'estil irlandès serveixen de marc. Les vores de les pàgines estan pintades de vermell, per la sang de Crist. A les pàgines finals apareix un calendari litúrgic i indicacions per al càlcul de la Pasqua, que demostren que estava pensat per a la consulta eclesiàstica.
Godescalc, a la seva dedicatòria, justifica l'excel·lència de la seva obra, no solament perquè ha estat encarregada per l'emperador (titllat de "sapiens, studiosus in arte librorum", savi i estudiós de l'art dels llibres) sinó pel contingut, l'Escriptura, que mereix el més alt respecte i ser transmesa en materials perdurables, tal com el seu missatge perdurarà. El propòsit doctrinal és evident en tot el treball, que pretén facilitar l'apropament als textos sagrats.

## Miniatures
El còdex inclou sis miniatures a pàgina completa que van influir poderosament en l'art medieval primerenc, ja que es troben còpies dels seus motius en diversos indrets (decoració d'esglésies i altres manuscrits).

### Mateu
La primera pàgina representa Mateu apòstol assegut sobre quatre coixins de tons càlids. Porta el seu evangeli a la mà i un estri per escriure i mira cap a l'àngel que el beneeix. L'àngel és el símbol tradicional de Mateu segons el tetramorf per ocupar-se de la part humana de Jesús i el seu llinatge. Aquest porta una creu i un halo daurat que envolta el seu cap, idèntic al de l'evangelista. Al fons es veu una ciutat, insinuada per edificis i arcs en tons blavosos. Els contorns de les figures estan repassats per una línia negra gruixuda que serà freqüent en l'art romànic posterior. Mateu, abillat a l'estil romà, presenta ulls grossos i semblant seriós així com ornaments raspats en blanc per donar més consistència al color interior, imitant els manuscrits longobards. Com els altres evangelistes, lletres majúscules daurades indiquen la identitat de la figura. L'estil general de Mateu recorda els mosaics de la Basílica de Sant Vidal de Ravenna però sense el seu hieratisme.

### Marc
Al revers de Mateu es troba la miniatura de Marc, amb el lleó que simbolitza la majestat i la resurrecció de Jesús. L'home subjecta igualment l'estilet per escriure però està girat, mirant cap enrere, ja que el lleó es troba a l'angle superior esquerre. La seva expressió és més amable que la de Mateu. Els seus cabells són castanys tirant a pèl-rojos, en una tonalitat similar a la de la carn del lleó. Es troba assegut en un escambell i les lletres que indiquen qui és sobresurten lleugerament del marc de la miniatura, que conté motius de fulles blavenques sobre un fons vermell alternant amb sanefes rectilínies. El fons de l'escena es troba adornat amb flors i plantes. El llibre que està escrivint recorda el mateix evangeliari, pel fons púrpura i les lletres en tinta d'or.

### Lluc
La següent pàgina inclou Lluc amb el símbol tradicional del brau, que recorda el sacrifici de Crist. Com els seus companys, no mira cap al llibre que està escrivint, sinó cap a la figura que l'acompanya, una representació tradicional de la inspiració. Tant l'escambell com el marc són força similars als de Marc. A la mà amb què subjecta l'evangeli també aguanta un tinter mentre el seu colze reposa sobre un suport taronja. Aquesta mà és menys allargada que l'altra i que la resta d'extremitats dels evangelistes i proporciona major realisme a l'escena. També és més arrodonit el seu rostre. El seu nom està a la part central de la imatge.

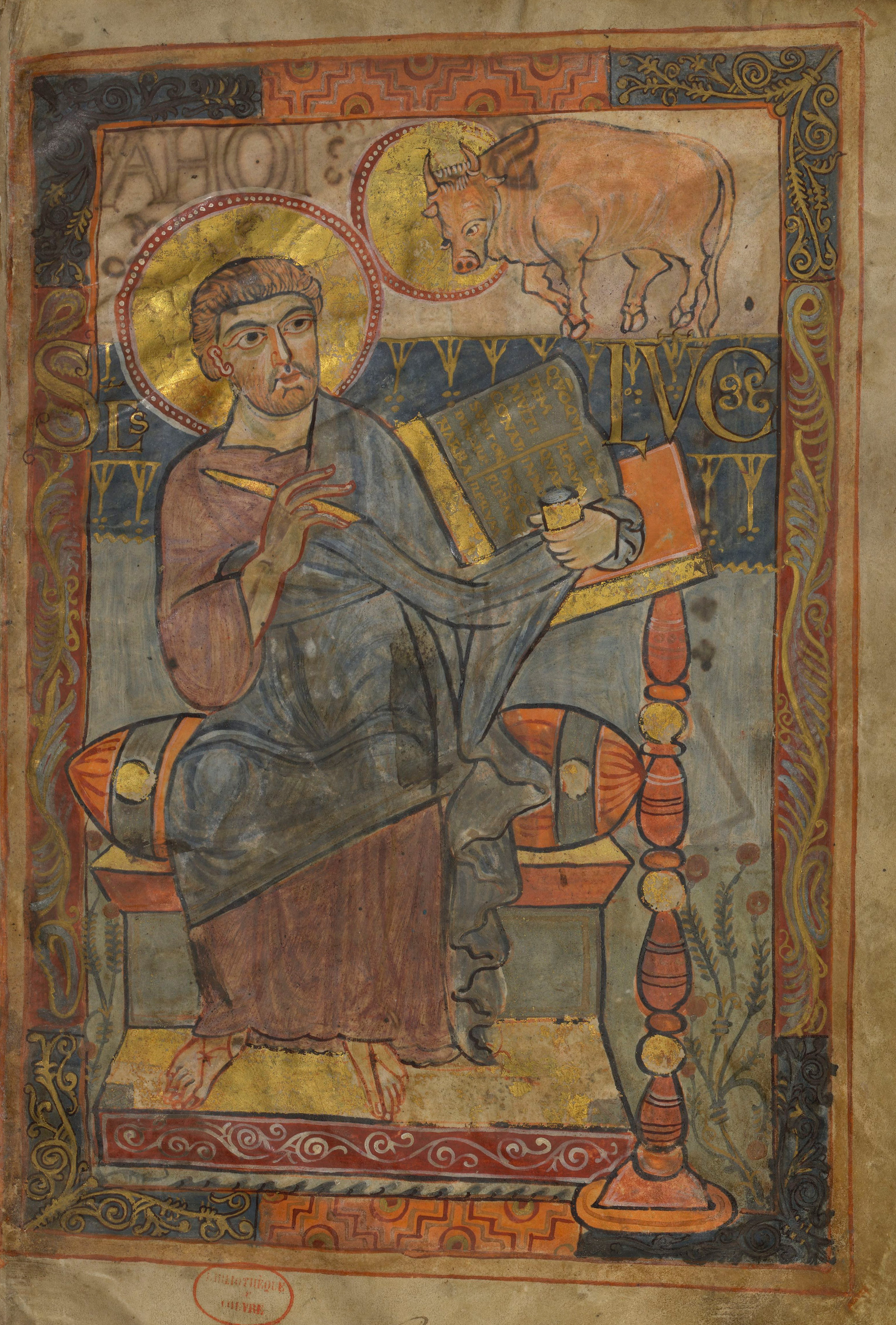
Miniatura de Lluc evangelista

### Joan
Joan Evangelista se sol representar amb una àguila, associada a l'elevació de la seva prosa. Aquesta figura apareix de cara, amb el cos cap a l'espectador, però amb el cap girat cap a l'esquerra, on apareix l'àguila des del cel. Està assegut en un tron i a diferència dels altres evangelistes, està mullant el càlam a la tinta. El fons de l'escena representa murs i edificis semblants als de Mateu però es veu una estrella al firmament. El marc està format per sanefes i arabescs variats. L'actitud de Joan pretén emular la de Carlemany, assegut igualment en un tron al costat (aliat) de Crist, per indicar l'autoritat política i religiosa de la nova entitat. Les lletres inicials del seu nom estan a la part superior.

### Crist en majestat
La iconografia de Maiestas Domini és típica de l'art medieval, on es vol representar el poder de Crist. Apareix com una figura jove (sense barba, en contrast amb els evangelistes i amb les imatges usuals) i d'expressió amable, que mira directament al lector mentre el beneeix. A la seva mà subjecta un llibre tancat de vores d'or. El monograma del seu nom es troba sobre la muralla d'un castell i seu sobre un tamboret o tron amb un ample coixí. La icona s'assembla al model romà de l'antic Palau del Laterà, que es creia aquiropoet. Els colors blau i vermell de la seva roba simbolitzen el cel i el poder sobre la terra. El fons està molt més adornat que el dels evangelistes.

### Font de la vida
La darrera miniatura és la font de la vida, que s'associa al baptisme i recorda el motiu de l'encàrrec del còdex. La font està representada com un temple octàstil, amb quatre columnes posteriors fosques i quatre a la part del davant que combinen els colors rosat i vermell amb ornaments daurats. Les columnes, de capitells corintis es troben en un suport que es confon amb part del marc, que conté franges de colors i degradats simètrics. Enmig del temple es troba una pila vermella i el sostre, en forma cònica, està acabat en una greu grega, imitant una coneguda imatge del manuscrit dels evangelis de Rabbula (del segle VI). Tota la cobertura conté ornaments d'or brillant. El fons està ple d'animals que envolten el temple. Apareixen paons reials, que amb el seu plomall de la cua aporten color a la imatge i s'associen a la immortalitat. Al seu costat es veuen ànecs pescaires (en al·lusió al "pescador d'homes" evangèlic), pelicans (un animal que posteriorment seria un símbol recurrent) i un cérvol, que simbolitza el pas a una nova vida amb el baptisme. El text del fons, de Mateu, al·ludeix al naixement de Jesús i, per tant, associa la seva vinguda a una nova vida, la de tots els creients que neixen amb el baptisme a una existència cristiana. La seva ubicació abans dels textos que es llegiran durant la missa reforça aquest missatge.

## Història del manuscrit
Carlemany va encarregar l'obra amb la seva dona Hildegarda de Vintzgau, la qual no va poder gaudir-la per la seva mort prematura en part. El còdex va romandre a la cort carolíngia fins que els descendents de Carlemany el van donar a la basílica de Sant Serni de Tolosa. Allà s'exposava als fidels per Setmana Santa dins un cofre d'argent. La revolució francesa posava en perill l'obra, per la qual cosa fou traslladada al Museu dels Agustins de Tolosa (a l'època de la seva creació anomenat Museum provisioire du Midi) amb altres bens expropiats a l'església.
Amb el baptisme del fill Napoleó (en paral·lelisme amb el bateig del fill de Carlemany), el llibre va viatjar a París com a part dels regals de la ciutat de Tolosa a l'emperador. El seu bibliotecari oficial, Antoine-Alexandre Barbier, el va conservar fins al seu trasllat al Museu del Louvre en 1814. El 1872 va passar als fons especials de la Biblioteca Nacional de França, on roman en l'actualitat.